# أشرف زغلول
أشرف زغلول هو لاعب كرة طائرة من وضع الجلوس مصري، فاز مع منتخب مصر ببرونزية دورة الألعاب البارالمبية الصيفية 2016.